# Équipe de Belgique de football en 1922
Maillots
Chronologie
Saison précédente Saison suivante
L'équipe de Belgique de football dispute cinq rencontres en 1922. Un peu comme l'année précédente, le bilan de la sélection est mitigé avec deux victoires, deux défaites et un partage. Les Diables Rouges affrontent également pour la première fois l'équipe danoise au cours de cette saison. C'est durant cette période que l'emblématique Armand Swartenbroeks prendra le brassard de capitaine pour ne plus le quitter jusqu'à sa retraite internationale, en 1928.

## Résumé de la saison
À la mi-janvier, les Diables Rouges se rendent à Colombes pour y affronter Les Bleus et sont défaits (2-1).
Le 13 février 1922, une rencontre prévue à Londres face à l'Angleterre dut être annulée.
Le 26 mars, l'équipe belge reçoit les Pays-Bas à Anvers pour la 12e édition de la Coupe Van den Abeele. Elle remporte une nette victoire (4-0), sans jamais avoir été réellement mis en difficulté,.
Trois semaines plus tard, les internationaux belges accueillent pour la première fois l'équipe représentative du Danemark, le 15 avril à Liège. Les deux équipes se renvoient dos à dos, la rencontre s'achevant sur un score vierge (0-0).
En déplacement à Amsterdam le 7 mai, la Belgique s'impose à nouveau face à ses voisins néerlandais (1-2) et décroche la Rotterdamsch Nieuwsblad Beker,.
Les Diables Rouges se rendent ensuite à Milan le 21 mai et y enregistrent leur troisième défaite de rang face à la Squadra Azzura dans le stade de l'AC Milan (4-2).
Pour achever la saison, les Belges rencontrent de manière non officielle une sélection londonienne, le 1er novembre à Bruxelles, et s'inclinent (1-2),.

## Les matchs
| Match amical                                                     | France                     | 2 - 1   | Belgique   | Stade de Colombes Colombes, France               |                                                  |
| 15 janvier 1922 · 14:15 heure locale · Historique des rencontres | Darques 50e · Devaquez 67e | (0 – 1) | Michel 35e | Spectateurs : 20 000 Arbitrage : William Edwards | Spectateurs : 20 000 Arbitrage : William Edwards |
| 15 janvier 1922 · 14:15 heure locale · Historique des rencontres | Rapport                    |         |            | Spectateurs : 20 000 Arbitrage : William Edwards | Spectateurs : 20 000 Arbitrage : William Edwards |

| Match amical Coupe Van den Abeele                             | Belgique                                       | 4 - 0   | Pays-Bas | Stade olympique Anvers, Belgique              |                                               |
| 26 mars 1922 · 15:00 heure locale · Historique des rencontres | Larnoe 14e 86e · Van De Velde 37e · Coppée 47e | (2 – 0) |          | Spectateurs : 40 000 Arbitrage : Claud Newman | Spectateurs : 40 000 Arbitrage : Claud Newman |
| 26 mars 1922 · 15:00 heure locale · Historique des rencontres | Rapport                                        |         |          | Spectateurs : 40 000 Arbitrage : Claud Newman | Spectateurs : 40 000 Arbitrage : Claud Newman |

| Match amical                                                   | Belgique | 0 - 0   | Danemark | Stade Vélodrome Oscar Flesch Liège, Belgique       |                                                    |
| 15 avril 1922 · 17:00 heure locale · Historique des rencontres |          | (0 – 0) |          | Spectateurs : 30 000 Arbitrage : Olivier de Ricard | Spectateurs : 30 000 Arbitrage : Olivier de Ricard |
| 15 avril 1922 · 17:00 heure locale · Historique des rencontres | Rapport  |         |          | Spectateurs : 30 000 Arbitrage : Olivier de Ricard | Spectateurs : 30 000 Arbitrage : Olivier de Ricard |

Note : Première rencontre officielle entre les deux nations.
| Match amical Rotterdamsch Nieuwsblad Beker                  | Pays-Bas   | 1 - 2   | Belgique                    | Het Nederlandsch Sportpark (nl) Amsterdam, Pays-Bas |                                                 |
| 7 mai 1922 · 14:30 heure locale · Historique des rencontres | Bulder 88e | (0 – 2) | Dénis 8e (csc) · Michel 42e | Spectateurs : 29 730 Arbitrage : Louis Fourgous     | Spectateurs : 29 730 Arbitrage : Louis Fourgous |
| 7 mai 1922 · 14:30 heure locale · Historique des rencontres | Rapport    |         |                             | Spectateurs : 29 730 Arbitrage : Louis Fourgous     | Spectateurs : 29 730 Arbitrage : Louis Fourgous |

| Match amical                                                 | Italie                                                  | 4 - 2   | Belgique                | Campo di Viale Lombardia (it) Milan, Italie       |                                                   |
| 21 mai 1922 · 15:00 heure locale · Historique des rencontres | Baloncieri 40e 60e · Moscardini (it) 58e · Burlando 71e | (1 – 0) | Larnoe 47e · Gillis 89e | Spectateurs : 16 000 Arbitrage : Johannes Mutters | Spectateurs : 16 000 Arbitrage : Johannes Mutters |
| 21 mai 1922 · 15:00 heure locale · Historique des rencontres | Rapport                                                 |         |                         | Spectateurs : 16 000 Arbitrage : Johannes Mutters | Spectateurs : 16 000 Arbitrage : Johannes Mutters |

## Les joueurs
| Joueurs              | Joueurs                  | Amical | Amical | Amical | Amical | Amical |
| -------------------- | ------------------------ | ------ | ------ | ------ | ------ | ------ |
| Gardiens de but      |                          |        |        |        |        |        |
| Jean De Bie          | Racing Club de Bruxelles | 90     | 90     | 90     | 90     | 90     |
| Défenseurs           |                          |        |        |        |        |        |
| Armand Swartenbroeks | Daring Club de Bruxelles | 90     | 90     | 90     | 90     |        |
| Oscar Verbeeck       | Union Saint-Gilloise     | 90     | 90     | 90     | 90     | 90     |
| Fernand Caremans     | Royal Antwerp FC         | 90,    |        |        |        |        |
| Jacques Pirlot       | Standard de Liège        |        |        |        |        | 90,    |
| Milieux              |                          |        |        |        |        |        |
| Émile Hanse          | Union Saint-Gilloise     | 90     |        |        |        |        |
| Jacques Van De Velde | TSV Lyra                 | 90     | 90     | 90     |        |        |
| Louis Bessems        | Daring Club de Bruxelles | 90     |        |        | 90     |        |
| Joseph Musch         | Union Saint-Gilloise     | 90     |        |        |        |        |
| Pierre Braine        | Beerschot AC             | 90     |        |        |        |        |
| André Fierens        | Beerschot AC             |        | 90     | 90     | 90     | 90     |
| Florimond Vanhalme   | CS Brugeois              |        | 90     | 90     | 90     | 90     |
| Corneille Elst       | Beerschot AC             |        |        |        |        | 90     |
| Attaquants           |                          |        |        |        |        |        |
| François Dogaer      | Racing Club de Malines   | 90     |        |        |        |        |
| Georges Michel       | Léopold Football Club    | 90     |        | 90     | 90     | 90     |
| Célestin Nollet      | CS Brugeois              |        | 90     | 90     |        |        |
| Robert Coppée        | Union Saint-Gilloise     |        | 90     | 90     |        |        |
| Henri Larnoe         | Beerschot AC             |        | 90     | 90     | 90     | 90     |
| Ivan Thijs           | Beerschot AC             |        | 90     | 90     |        | 90     |
| Désiré Bastin        | Royal Antwerp FC         |        | 90     |        | 90     |        |
| Louis Van Hege       | Union Saint-Gilloise     |        |        |        | 90     | 90     |
| Maurice Gillis       | Standard de Liège        |        |        |        | 90     | 90     |

1. 1 2 3 4 5 6  Première sélection officielle pour le joueur.
2. 1 2 3 4 5  Dernière sélection officielle pour le joueur.
3. 1 2  Premier but officiel pour le joueur.

## Sources